# Brothers in Arms: Road to Hill 30
Brothers in Arms: Road to Hill 30  (с англ. — «Братья по оружию: Дорога на высоту 30») — компьютерная игра в жанре тактического шутера от первого лица, разработанная компанией Gearbox Software и изданная компанией Ubisoft в 2005 году. Локализацией и изданием игры на территории стран СНГ занималась компания «Бука».
Первая игра в серии игр Brothers in Arms.

## Игровой процесс

Круг с чёрным контуром показывает текущее состояние противника. Если круг красный — противник готов к атаке. Серый круг — противник подавлен.
«Подавить» противника можно бросив в место его засады гранату.

В целом, геймплей игры схож с другими тактическими шутерами, за исключением некоторых аспектов, которые были изменены для большего реализма.

 Ключевой особенностью игры является реализация тактики ведения боя взвода парашютистов США времён Второй мировой войны. Игрок может отдать приказ прикрывающей группе вести «огонь на подавление» противника, а в это время, возглавляя штурмовую группу, обойти с фланга для полного уничтожения врага.
Также в игре содержится функция тактической паузы. По нажатию на клавишу «V», открывается трёхмерная карта территории боя. Карту можно вращать, приближать и отдалять, переключаться от объекта к объекту. Эта функция реализована для того, чтобы игрок мог рассчитать свои действия, направленные на нейтрализацию врага.
Игра в изобилии использует скриптовые сценки и ролики на движке; главы начинаются с озвученных монологов Метта Бейкера, главного героя игры.
Игрок в лице Метта Бейкера имеет возможность подобрать оружие врага, однако не разрешено носить больше 1 экземпляра оружия одного типа. Таким образом, у игрока может быть только один пистолет и один пулемёт. Для взрыва танка можно попытаться незаметно обойти его, залезть на него сзади и забросить гранату в люк, или уничтожить, используя базуку или панцерфауст. В нескольких миссиях игроку предстоит командовать союзными танками, а также встретиться с бронетехникой Третьего рейха.

## Сюжет
Действие всей игры охватывает период с 6 июня по 13 июня 1944 года. Молодой штаб-сержант Мэтт Бэйкер, служащий в 101-й десантной дивизии 502 полка 3-го батальона роты Фокс вместе со своим взводом заброшен в один из районов Нормандии Франции. Им предстоит отвоевать Карентан, поучаствовать в битве за «высоту 30» и помочь пехоте высадиться на пляж в секторе Юта.

### Главы
- Холм № 30 — 13 июня 1944 г., 14:45. Юго-восточнее Карентана, Франция.

Разгар боя. Мэтт Бейкер, главный персонаж игры, приходит в сознание от того, что кто-то трясёт его за плечо. Он и его взвод находятся в окопе, полностью окружённом немцами. Радист Леггет пытается связаться со штабом, но все попытки тщетны. Рядом лежит умирающий солдат. Неожиданно выезжает немецкий танк. Суматоха усиливается. Отчаявшийся Леггет показывается из окопа и начинает стрелять по немцам. Гремит взрыв танкового выстрела, Бейкера отбрасывает на дно окопа и он теряет сознание. Последнее, что он видит перед собой — обезображенное тело Леггета.
- Встреча с судьбой — 6 июня 1944 г., 01:15. Где-то над Нормандией, Франция.

За восемь дней до этого. Ночь. Самолёт с десантниками, в числе которых Мэтт Бейкер, был задет огнём и накренился. Чтобы спастись, десантники вынуждены раньше сигнала выпрыгнуть с парашютами из горящего самолёта. Недалеко от места высадки Мэтт встречает Мака. Зачищая сектор, Мэтт и Мак встречают Леггета и подполковника Коула. Собравшись, они пытаются разобраться, в какой части Нормандии оказались. Леггетт, который немного знает французский, намеревается узнать месторасположение у женщины, спрятавшейся за дверью своего дома, и выясняет, что они находятся недалеко от Сент-Мэр-Эглиса. Коул собирается разыскать других десантников.
- Немецкие орудия — 6 июня 1944 г., 01:45. Около Сент-Мер Эглис, Франция.

Бейкер, Мак и Леггет вступают в бой с немцами. Игроку объясняют, как пользоваться трёхмерной картой для планирования своих действий в бою. В ходе миссии Бейкер подрывает два зенитных орудия.
- Засада у моря — 6 июня 1944 г., 07:00. Около Юта-бич, Франция.

В начале миссии к Бейкеру, Маку и Леггету присоединяется капрал Хартсок с сообщением, что он видел миномётный расчёт. Бейкеру поручается взять под командование Хартсока и очистить шоссе. В ходе боя Бейкер и Хартсок уничтожают тот самый миномётный расчёт. У побережья Бейкер встречает рядовых Аллена и Гарнета. Все четверо отбивают контратаку немцев. Бейкер, Хартсок, Аллен, Гарнет, Мак и Леггет встречаются на пляже, где наблюдают за высадкой четвёртой пехотной дивизии.
- Цель XYZ — 6 июня 1944 г., 10:15. Нормандия, Франция.

Бейкер и Хартсок зачищают французскую деревню, занятую гитлеровцами. В конце миссии им помогают Аллен и Гарнет, которые стреляют из базуки.
- Блокада Фокарвиля — 6 июня 1944 г., 15:00. Фокарвиль, Франция.

Отряд, которым командует Бейкер, пополняется Алленом и Гарнетом. Этот отряд зачищает городок Фокарвиль и в конце миссии отражает контратаку немцев.
- Посадки Роммеля — 6 июня 1944 г., 21:00. Около Хайсвиля, Франция.

Отряд под командой Бейкера зачищает немецкие позиции и уничтожает столбы, расставленные немцами для повреждения приземляющихся планеров.
- Бой за Вьервилль — 7 июня 1944 г., 14:45. Вьервилль, Франция.

В начале миссии Бейкер вспоминает своего друга детства, Джорджа Ризнера. Затем отряд Бейкера отправляют на зачистку городка Вьервилль с приказом встретиться с танком М5 «Стюарт». Командиром танка оказывается Ризнер. При поддержке танка отряд зачищает город, уничтожая расчёты двух артиллерийских орудий и один немецкий танк. В конце миссии Ризнер объявляет о приказе выдвигаться к перекрёстку дальше по шоссе.
- Перекрёсток мертвеца — 7 июня 1944 г., 18:30. Южнее Сент-Ком дю Монт, Франция.

Отряд Бейкера и танк Риснера прорываются по шоссе к городку Сент-Ком дю Монт. Недалеко от городка танк Ризнера подбивают из фаустпатрона; Ризнер высовывается из люка и погибает в завязавшейся перестрелке.
- Алая Заря — 8 июня 1944 г., 05:50. Южнее Сент-Ком дю Монт, Франция.

В начале миссии Леггет выражает соболезнование Бейкеру в связи со смертью Ризнера. Мак говорит Бейкеру о том, что в его распоряжение поступает второй отряд, состоящий из капрала Корриона и рядового Десолы. После этого отряды незамедлительно отправляются в бой. Они занимают ферму, расположенную близ шоссе, и отражают контратаку немцев.
- Захват Сент Ком-дю-Монта — 8 июня 1944 г., 12:00. Сент-Ком дю Монт, Франция.

В начале миссии, в безопасной зоне, рядовой Аллен и Леггет спорят о том, кто из супергероев лучше: Супермен или Бэтмен. Гарнет поддерживает Аллена. Беседу прерывает Мак. Тут начинается миномётный удар, после чего появляются немцы. Бейкер ведёт своих подчинённых в бой, в ходе которого удаётся сначала отбить атаку, а затем и захватить Сент-Ком дю Монт. После этого начинается крупная контратака немцев, поддержанная танком. Бейкеру удаётся подбить танк из фаустпатрона и отразить атаку.
- Захват фермы — 9 июня 1944 г., 09:00. Западнее Сент-Ком дю Монт, Франция.

В начале миссии между Алленом и Леггетом происходит ссора, которую прекращает Мак. Он назначает Леггета командиром отряда, состоящего из Аллена и Гарнета, который должен обойти ферму, занятую немцами, с тыла. Бейкер, Хартсок, Коррион, Десола и танк союзников должны атаковать ферму в лоб. Отряд занимает ферму, уничтожает миномётный расчёт и танк (Бейкер забирается на броню танка и бросает гранату в люк). После этого Бейкер слышит крик Леггета: «БЕЙКЕР! БЕЙКЕР!». Прибежав на крик, Бейкер находит Леггета стоящим над трупами Аллена и Гарнета. Они погибли в стычке с тремя гитлеровцами.
- Обходной маршрут — 9 июня 1944 г., 13:00. Около реки Дув, Франция.

Леггет избегает своих сослуживцев. Коррион говорит, что кто-то должен поговорить с ним, но Хартсок и Десола настроены категорически против Леггета. Мак осуждает Десолу и говорит, что возьмёт Леггета на себя. Бейкеру приказывают добраться до моста, через который немцы могут перебросить свою технику, и взорвать его. Отряд Бейкера при поддержке танка с боем прорывается к мосту, попутно уничтожив 2 немецких танка. Бейкер берёт детонатор и взрывает мост.
- Дорогой Пурпурного сердца — 10 июня 1944 г., 18:00. Северо-западнее Карентана, Франция.

Отряд Бейкера пополнился новыми бойцами: в него вошли рядовые Кортленд, Занович, Обрайски и МакКрири. 

Миссия начинается с того, что капрал Коррион пытается помочь смертельно раненому в горло рядовому Ривасу, но тот умирает. Пробиваясь вперёд под артиллерийским обстрелом, отряд встречает подполковника Коула, который приказывает захватить дорогу. Отряд выполняет боевую задачу, но тут появляются немецкие самолёты и наносят бомбовый удар. Бейкер теряет сознание.
- Под командованием Коула — 11 июня 1944 г., 06:15. Около Карентана, Франция.

Когда Бейкер приходит в себя, капрал Коррион помогает ему встать. Рядом лежит изуродованное тело рядового Десолы. Коррион приводит Бейкера к отряду. Подполковник Коул приказывает отряду захватить ферму. Дождавшись взрыва дымового снаряда, десантники атакуют и зачищают окрестности фермы. В конце миссии Бейкер встречает Мака и Леггета.
- Яблоневый сад — 11 июня 1944 г., 08:00. Около Карентана, Франция.

В начале миссии Мак говорит о том, что лейтенант Комбс с его взводом окружены немцами в окрестностях фермы. Бейкер с отрядом прорывается к лейтенанту Комбсу и возвращается с ним к ферме. Сразу после этого начинается атака немцев, которую приходится отражать отряду Бейкера. В конце миссии подполковник Коул угощает всех яблочным бренди.
- Штурм Карентена — 12 июня 1944 г., 05:00. Карентан, Франция.

Отряд Бейкера зачищает промышленный район Карентана. Входе этой миссии Бейкеру приходится подбить из фаустпатрона 2 немецких танка. Последняя схватка происходит при поддержке Мака и Леггета.
- Колокольня — 12 июня 1944 г., 12:00. Карентан, Франция.

В начале миссии отряд стоит на колокольне кафедрального собора Карентана. Неожиданно немецкий снайпер убивает рядового Обрайски, после чего начинается атака немцев. Бейкеру приходится отражать атаку, пользуясь снайперской винтовкой, а немного позже — подбить 3 немецких танка из базуки.
- Лучшее место, чтобы умереть — 13 июня 1944 г., 13:45. Около «высоты номер 30», Франция.

В начале миссии отряд Бейкера пробивается с боем к отряду Мака, ведущему бой на высоте 30. Бейкера контузит взрывом снаряда, после чего повторяется сцена, открывающая игру — Бейкер падает на дно окопа. Когда Бейкер приходит в себя после вторичной потери сознания, Мак отправляет его найти танки союзников, чтобы с их помощью удержать высоту. Бейкеру приходится избегать 3 немецких танков и пехоты, но в конце концов он приводит танки и помогает отразить атаку.
- Победа — 14 июня 1944 г., 09:30. Карентан, Франция.

Выжившие герои игры собираются около собора в Карентане. Мак повышает Хартсока в должности, когда рядом неожиданно взрывается немецкий снаряд. Отряд хватает оружие и отправляется в новый бой.

## Персонажи

### 3-й взвод, 3-е отделение
- Сержант Мэттью «Мэтт» Бейкер — протагонист игры. Родился 23 февраля 1921 года в Форт Беннинг, штат Джорджия. В армию попал сразу после школы вместе со своим другом детства Джорджем Ризнерем. За две недели до того как началась высадка в Нормандии, Бейкера повышают до сержанта отделения.
- Капрал Джозеф «Рыжий» Хартсок — командир огневой поддержки. Родился 26 июля 1922 года в Ларайми, штат Вайоминг. Имеет шрам на щеке, полученный в пьяной драке в баре с лесорубом. 14 июня 1944 был повышен до сержанта 2-го отделения. Женат, имеет дочь.
- Капрал Сэмюэл «Сэм» Коррион — командир штурмовой группы. Родился 1917/1918 в Огасте, штат Джорджия. Наиболее опытный солдат из своего подразделения. До войны работал в текстильной фабрике своего же города рабочим, позже управляющим. Заверяет всех что сможет командовать взводом не хуже Бейкера.
- Рядовой первого класса Кевин Бенджамин Леггетт — радист взвода. Родился в Бруклине, Нью-Йорк. Все время находится под руководством штаб-сержанта Грега Хесси (Мака).
- Рядовой первого класса Стефан Обрайски — солдат огневой поддержки. Родился в Польше. Незадолго до оккупации родины в 1939 году, Стефан эмигрировал в США. После войны желал вернуться на Родину. Известно, что у Стефана осталась девушка и собака.
- Рядовой первого класса Томас Зенович — солдат огневой поддержки. Родился в 1914/1915 в Принстон штат Нью-Джерси.
- Рядовой первого класса Джек Кортланд — солдат штурмовой группы. Родился в 1923 году в Ричмонде штат Виргиния.
- Рядовой Лэрри Аллен — солдат огневой поддержки, лучший друг Майкла Гарнета. Родился в штате Коннектикут. Попал в парашютные войска сразу же после окончания школы. В армии знакомится и становится лучшим другом Гарнетта.
- Рядовой Майкл Гарнетт — солдат огневой поддержки, лучший друг Ларри Аллена. Родился в Кентукки. Так же как и Аллен, попал в армию сразу после окончания школы. Во время учёбы в школе работал рабочим в порту.
- Рядовой Майкл Десола — солдат штурмовой группы. Родился Филадельфии, штат Пенсильвания. Итальянец по национальности. После войны хотел бы открыть ресторан.
- Рядовой Дейл МакКрири — солдат штурмовой группы.
- Рядовой Джонни Ривас — участник группы разведки. Об этом персонаже известно немногое, что он «прирождённый художник».
- Рядовой Дэвид Музза — участник группы разведки. Об этом персонаже даётся мало данных: дома у него остались мать и две сестры.

### Другие
- Подполковник Роберт Коул — реально существующая личность. Командующий 3-го батальона.
- Лейтенант Хоумер Комбс — реально существующая личность. Был спасён отрядом Бейкера в миссии «Яблоневый сад».
- Штаб-сержант Грег «Мак» Хесси: — отдаёт приказы Бейкеру, самый старый и опытный солдат. Знал отца Бейкера, Джо, и заверяет что Мэтт может командовать отрядом не хуже отца. Однажды Грег чуть не погиб от взрывчатки, но его спас Джо Бейкер.
- Сержант Джордж Ризнер — командир танка М5А1 «Стюарт» лучший друг Бейкера. Родился и учился там же, где и Мэтт. Сразу же после окончания школы оба вступили в парашютные войска. Во время обучения ломает ногу и вынужден уйти в другое подразделение.
- Сержант Льюис — появляется в миссии «Дорогой пурпурного сердца», где просит взвод Бейкера подавить пулемётный расчёт.

## Оценки
| Сводный рейтинг           | Сводный рейтинг | Сводный рейтинг | Сводный рейтинг |
| Издание                   | Оценка          | Оценка          | Оценка          |
| Издание                   | PC              | PS2             | Xbox            |
| ------------------------- | --------------- | --------------- | --------------- |
| GameRankings              | 87,97 %         | 85,04 %         | 88,43 %         |
| Metacritic                | 87/100          | 82/100          | 88/100          |
| Иноязычные издания        |                 |                 |                 |
| Издание                   | Оценка          | Оценка          | Оценка          |
| Издание                   | PC              | PS2             | Xbox            |
| EGM                       | 8,83/10         | N/A             | N/A             |
| Eurogamer                 | 9/10            | N/A             | N/A             |
| Game Informer             | N/A             | 8,5/10          | N/A             |
| GamePro                   | N/A             | N/A             | [ 13 ]          |
| GameRevolution            | A-              | N/A             | A-              |
| GameSpot                  | 9/10            | 7,6/10          | 9,2/10          |
| GameSpy                   | N/A             | [ 19 ] [ 20 ]   | [ 21 ]          |
| GameTrailers              | 9/10            | N/A             | N/A             |
| GameZone                  | 8,5/10          | 8,5/10          | 9,5/10          |
| IGN                       | 9,1/10          | 8,6/10          | 9,3/10          |
| OPM                       | [ 29 ]          | N/A             | N/A             |
| OXM                       | N/A             | N/A             | 9,6/10          |
| PC Gamer (US)             | 91 %            | N/A             | N/A             |
| Detroit Free Press        | [ 32 ]          | N/A             | N/A             |
| The Sydney Morning Herald | [ 33 ]          | N/A             | N/A             |

Игра получила в целом положительные оценки профильных СМИ.